# Partulidae
Partulidae is een familie van weekdieren uit de klasse van de Gastropoda (slakken).

## Geslachten
- Eua Pilsbry & Cooke, 1934
- Palaopartula Pilsbry, 1909
- Partula Férussac, 1821
- Samoana Pilsbry, 1909
- Sphendone Slapcinsky & Kraus, 2016